# Armida de la Vara
Armida de la Vara y Robles (1 de enero de 1926-16 de septiembre en 1998) fue una profesora, escritora y poeta mexicana que colaboró con la Secretaría de Educación Pública en la redacción, adaptación y diseño de los libros de texto gratuitos. También publicó una variada obra literaria que comprende cuento, ensayo, poesía y una novela, La creciente (1979), considerada una de las mejores novelas de la literatura regional sonorense.

## Biografía
Armida de la Vara nació el 1 de enero de 1926 en Opodepe, Sonora. Estudió en la Escuela Normal de la Universidad de Sonora y se graduó de maestra en 1946. Comenzó a estudiar Letras Francesas en Facultad de Filosofía y Letras de la Universidad Nacional Autónoma de México (UNAM) en 1949. Conoció al historiador Luis González y González en un congreso de escritores e historiadores celebrado en Guanajuato y se casó con él en 1955, en los años siguientes la pareja procreó seis hijos: Luis, Armida, Josefina, Marcela, Germán y Martín.
Su labor profesional siempre estuvo relacionada con la educación y la difusión de la cultura: trabajó como maestra de primaria en su estado natal; realizó colaboraciones para diferentes medios escritos, como los periódicos El Matinal, Cauce y Guía y las revistas Fuensanta y Revista de la Universidad de México; y fue correctora de estilo de la revista Deslinde, publicada por el Departamento de Humanidades de la UNAM. Por invitación de la Secretaría de Educación Pública de México, participó en la redacción, adaptación y diseño de los libros de texto gratuitos de 1972 a 1974 y nuevamente en 1980. Además publicó una variada obra literaria que comprende cuento, ensayo, poesía y una novela, La creciente (1979), considerada una de las mejores novelas sonorenses.
Junto a Luis González y González fundó El Colegio de Michoacán en 1979, donde fue responsable del departamento de publicaciones. También fue una fiel colaboradora de la labor creativa de su marido, revisando y corrigiendo sus textos. Según la escritora e investigadora Eugenia Revueltas, el historiador no se sentía responsable único de sus obras, ya que «[De la Vara] corregía, proponía, metía mano en lo que creía indispensable [...]».
Armida de la Vara falleció el 16 de septiembre de 1998 en San José de Gracia, Michoacán.

## Premios y reconocimientos
Siendo todavía muy joven, Armida de la Vara ganó el Concurso del Libro Sonorense en 1947 por su poemario Canto rodado. En el marco de la Feria del Libro Hermosillo 2012 se le realizó un homenaje, durante el evento se hicieron remembranzas de su vida, se leyeron fragmentos de sus obras y se entregó un reconocimiento a sus familiares. Además se han nombrado en su honor escuelas y bibliotecas en el estado de Sonora.

## Obra
Entre sus obras se encuentran:

### Antología
- Antología mascarones: poetas de la Facultad de Filosofía y Letras (1954)
- Antología de poetas sonorenses (2016)

### Cuento
- El Tornaviaje (1982)
- Itinerario (1985)
- El coco coco cocotero (1986)
- Rita y el caracol (1987)
- Así cuentan y juegan en la Huasteca (1987) —coautora—
- Galeón que viene, galeón que va… y otras cosas (1999)
- La creciente y otras narraciones (2013)

### Ensayo
- Historia de México, moderna y contemporánea. De la República restaurada a la Revolución 1867-1921 (1980)
- Sonora. Vientos prósperos sobre el desierto (1982)
- De lo cotidiano (1997)

### Novela
- La creciente (1979)

### Poesía
- Canto rodado (1947)